# Grahamichthys radiata
Grahamichthys radiata är en fiskart som först beskrevs av Valenciennes, 1837.  Grahamichthys radiata ingår i släktet Grahamichthys och familjen Eleotridae. Inga underarter finns listade i Catalogue of Life.